# Quercus egglestonii
Quercus egglestonii är en bokväxtart som beskrevs av William Trelease. Quercus egglestonii ingår i släktet ekar, och familjen bokväxter. Inga underarter finns listade.